# آسترام
آسترام 
(به تلوگویی: Astram) فیلمی محصول سال ۲۰۰۶ و به کارگردانی سورش کریشنا است. در این فیلم بازیگرانی همچون ویشنو مانچو، آنوشکا شتی، راهول دو، جکی شروف، سارات بابو ایفای نقش کرده‌اند.